# Сон (фильм, 2001)
Сон (азерб. Yuxu) — азербайджанская комедия с элементами мелодрамы 2001 года производства киностудий Азербайджанфильм и Вахид.

## Сюжет
Фильм посвящён любви двух молодых людей. История начинается со сна, когда Алиаббас увидел во сне, что похитил свою девушку, дочку начальника отдела полиции и рассказал своей бабушке. Заставшая их в этот момент молочница подхватила новость и начала пускать слухи по селу. Слухи дошли до полицейского участка и начальника отдела, который беспокоясь за свой имидж, приказал арестовать Алиаббаса. В один день Алиаббас купался в море и сын начальника пытался вместе со своими друзьями утопить его. Но Алиаббас сбежал от них и пропал без вести, кто-то распространил слух, что Алиаббас погиб и убитая горем бабушка Масма стала проклинать сотрудников милиции за преступление, которого не было. При прибытии Фараджова, Масма взяла вилу и пыталась прогнать его. Вскоре после этого, Алиаббас вернулся домой в военной форме и рассказал Масме, что после того как скрылся от полицейских, попал в город и пошёл в армию.

## Синопсис
Последняя операторская работа оператора Валерия Керимова и последняя роль в кино Гюндюза Аббасова. Фильм снят в посёлке Бузовна. Фильм был снят ещё в 1993 году, однако в 1994 году он был положен на полку по неизвестным причинам, наконец-таки указом Президента Азербайджана Гейдара Алиева, в 2001 году состоялась его премьера. Фильм создан при помощи компаний Azerkinovideo и Chevron.

## Создатели фильма

### В ролях
Насиба Зейналова — Масма
Сиявуш Аслан — Фараджов
Яшар Нури — Халил
Зарнигяр Агакишиева — Хуршуд
Горхмаз Алили — Гасаба Сакины
Ильгам Гасымов — Аллиабас
Аян Миргасымова — Бахар
Нурия Ахмедова — Сария
Гюндуз Аббасов — Хидаят
Бахтияр Мамедов — Бадал
Бахрам Багирзаде — Акиф (в титрах — Бахрам Багиров)
Кюбра Дадашова — Гюльгаз
Ханым Гафарова — Назлы
Агиль Агаджанов — Мансуров
В. Алиева
Турал Алиев
Ульви Алиев
Мамедкамал Казымов — Гасаба Сакины
Шамиль Сулейманов — продавец
Насиба Эльдарова
Латифа Алиева — продавщица
Эсмира Алиева
Хадиса Хейруллаева
С. Гуламова
Азад Дадашов
Ругия Эльдарова
Насиба Новрузова — maşındakı qız
Н. Н. Новрузова
Сугра Багирзаде — maşındakı qadın
А. Багиров
Т. Мусаев
О. Агаев
Эльнур Мехдиев
З. Абдуллаева
Ариф Каримов — Гасаба Сакины
Т. Гулиев
Н. Джавадов
М. Алиев
А. Алиев
С. Гейбатов
Тарлан Бабаев (в титрах — Т. Бабаев)
Фарадж Фараджов — продавец

#### Роли дублировали (в титрах не указаны)
Рамиз Азизбейли — Алиаббас (Ильхам Гасымов)
Гасан Мамедов — Хидаят (Гюндуз Аббасов)
Насиба Хусейнова — Назлы (Ханым Гафарова)

### Административная группа
авторы сценария:  Рафик Самандар, Фикрет Алиев
режиссёр-постановщик: Фикрет Алиев
оператор-постановщик: Валерий Керимов
художники-постановщики: Адиль Азай, Азиз Мамедов
композитор: Азер Дадашов
режиссёр: Гасым Сафароглу
операторы: Вагиф Мурадов, Эльдар Агаев
звукооператор: Камал Сеидов
монтажёр: Рафига Ибрагимова
редактор: Ругия Эльдарова
художник-гримёр: Берта Рогова
ассистенты режиссёра: Эльчин Сулейманов, Ирада Гулиева, Ариф Хабиби
ассистенты оператора: Фуад Джаббаров (в титрах — Фуад Джаббарлы)
ассистент художника-декоратора : Эльяс Сафаров
ассистент художника-костюмера: Шахин Гасанов (в титрах — Шахин Гасанлы)
ассистентка монтажёра: Халида Джафарова
фотограф: Тофик Каримов
костюмерша: Гюльхар Садыкова
рукоделие: Гюльхар Садыкова
светотехники: Адиль Дадашов, Магомед Гаджиев
звукотехник: Надир Микаилов
директора производства: Тофик Мусаев, Тарлан Бабаев
пдминистраторы: Абдулнасыр Кутиев (в титрах — Абдул Кутиев), Ильгар Алиев
водители: Октай Алиев, Мухтар Азизбеков
ансамбль: Инструментальный ансамбль имени Рафика Бабаева
руководитель ансамбля: Сиявуш Карими
автор текста песни: Гасым Сафароглу
вокал: Азер Зейналов
директор фильма: Гейдар Дадашов
продюсер: Фикрет Алиев